# Leandro Sena
Heleandro Ferreira de Sena (Goiânia, 09 de abril de 1976) é parlamentar brasileiro por Goiânia - Goiás há 21 anos, conhecido como Leandro Sena. Filiou-se a um partido político aos 17 anos e, aos 24 anos, foi eleito a vereador.
Criado no setor Novo Horizonte, Leandro Sena é o segundo filho de Wlafrides Ferreira de Sena e Maria Rosa Sena (ambos in memorian) entre quatro filhos.
Formado em Direito, evangélico, casado e pai de dois filhos, atualmente, está vereador, como sempre, atuante em projetos sociais, acompanhando e sugerindo leis para a melhor qualidade de vida dos goianienses.
Trabalhos notáveis:
1997 – Conselheiro Tutelar da região oeste de Goiânia
1998 – Presidente do Diretório Central dos Estudantes enquanto cursava Direito na Universidade Salgado de Oliveira – Unidade Goiânia
2000 – Eleito o vereador mais jovem de Goiânia
2002 – Eleito deputado estadual por Goiás
2005 – Secretário da Juventude – Governo Marconi Perillo
2005 – Presidente Nacional do Fórum de Secretários da Juventude no Brasil
2006 – 2º Suplente de Deputado Estadual, tendo recebido quase 17 mil votos
2009 – Fundou a Revista Minha Cidade
2010 – Candidato a Deputado Estadual, recebeu 10.300 votos (suplente deputado)
2011 – Assessoria no governo do estado de Goiás
2011 – Presidente da ONG +ação
2013 – Assessor na Assembleia Legislativa de Goiás
2014 – Presidente Estadual do PHS no Estado de Goiás
2015 – Assessor na Assembleia Legislativa
2021 – Vereador pelo partido Republicanos